# Scytonema
Scytonema (deutsch gelegentlich auch „Tintenstrichalge“ genannt) ist eine Gattung aus dem Stamm der Cyanobakterien (herkömmlich als „Blaualgen“ bezeichnet).

## Beschreibung

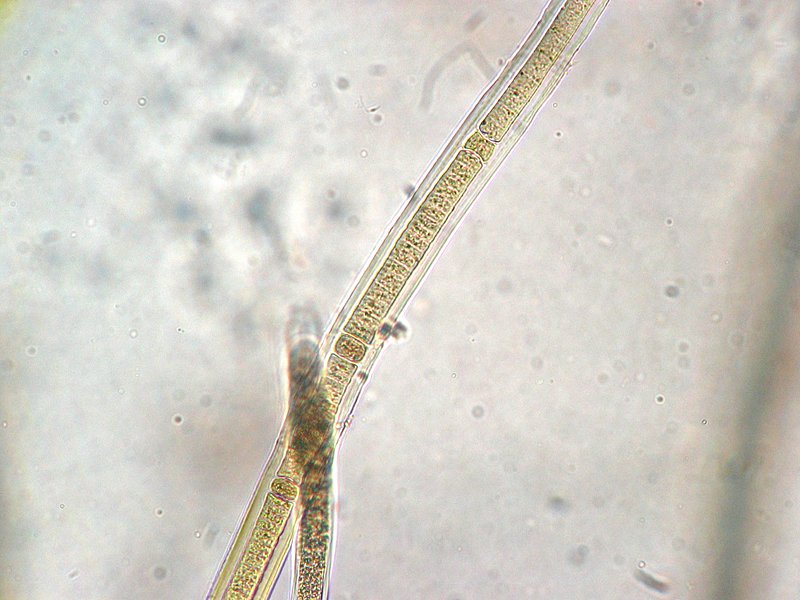
Scytonema crispum, Heterozyste

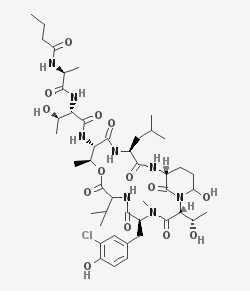
Scyptolin A

Scytonema bildet unecht verzweigte, meist blaugrüne bis braune, einzellreihige Fäden (Durchmesser von 8 bis 70 µm) mit zylindrischen Zellen, die wie alle Bakterienzellen weder Zellkerne noch Plastiden enthalten. Jeder Faden liegt in einer eigenen Gallertscheide. Die unechte Verzweigung kommt durch interkalares Wachstum zustande. Dabei entsteht eine Schlaufe im Faden, die aus der Gallertscheide, meist aufgrund eines Absterbens einzelner Zellen, hervorbricht. So entstehen die für diese Art typischen zwei Seitenäste an einer Stelle. Regelmäßig finden sich in den Fäden und an dessen Enden farblose, dickwandige Zellen. Dabei handelt es sich um Heterozysten, die der biologischen Stickstofffixierung dienen.
Scyptoline sind eine Art von Elastase-Inhibitoren, die aus einigen Arten von Scytonema isoliert wurden.

## Fortpflanzung
Die ungeschlechtliche Vermehrung erfolgt durch wenigzellige, zur Kriechbewegung fähige Fadenfragmente, den sogenannten Hormogonien.
Geschlechtliche Fortpflanzung fehlt bei allen Cyanobakterien.

## Verbreitung
Scytonema lebt auf Steinen am Grund stehender und fließender Gewässer, aber auch auf Wasserpflanzen. Einige Arten überleben gelegentliches Trockenfallen der Gewässer. Wenige Arten leben auch in heißen Quellen. Man findet sie auch an feuchten Steinen. Die an Kalkfelsen im Gebirge großflächig auftretenden „Tintenstriche“ werden zum Teil von dieser Gattung gebildet.

## Arten (Auswahl)
- Scytonema amplum
- Scytonema hofmanii
- Scytonema hyalinum
- Scytonema myochrous
- Scytonema ocellatum
- Scytonema velutinum